# 区 (瑞士)
區是瑞士聯邦部分州的行政區域。瑞士由於行聯邦制，每個州都可以完全自由地決定自己的內部行政區劃，因此這個介於州和市鎮之間的二級行政區在各州之間有著不一樣的稱呼與定位。大部分州都將其稱為區（德語：Bezirk），部分州則稱為选区、地区（德語：Region）或行政区。一個區政府通常僅擁有行政和司法功能，然而由於歷史原因，格勞賓登州和施維茨州的區政府是擁有稅收管轄權的法人實體，而且還能舉行自己的區民大會。
瑞士的26州中一共有7州—烏里州、上瓦爾登州、下瓦爾登州、格拉魯斯州、楚格州、巴塞爾城市州、日內瓦州—自建立以來就曾未設立過區級政府。内阿彭策尔州雖然有設區，但其為三級行政區，功能跟其他州的市鎮一樣。
有許多州正在考慮（或已經決定）在未來廢除區級行政區，比如外阿彭策尔州、沙夫豪森州、琉森州、聖加侖州和施維茨州均於2006年前以公投決定是否廢除區。也有州選擇保留區但是做重新劃分，比如伯恩州在2006年將底下的26區重新劃分為10區，並於2010年正式實行。沙夫豪森州、琉森州和索洛圖恩州雖然都廢除了區政府，但仍將其保留作選區用途。沃州和圖爾高州分別在2008年和2012年重新劃分區。格勞賓登州於2017年以地區取代區。2018年，納沙泰爾州成為最新一個廢除區的州。

## 外阿彭策爾州

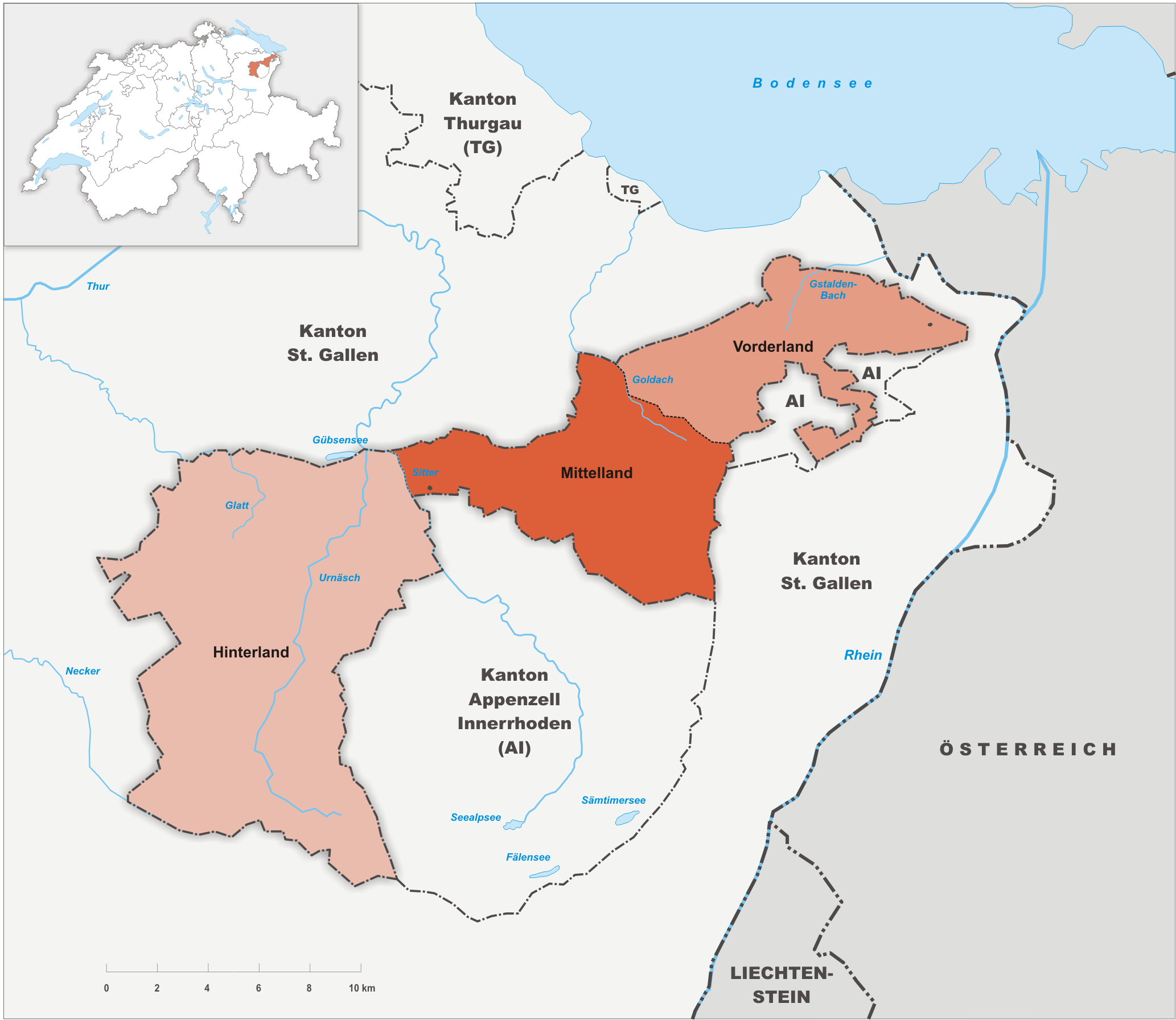
外阿彭策爾州的區

外阿彭策爾州在1995年廢除區級行政區前一共分成3個區：
- 腹地區（英语：Hinterland, Switzerland），首府黑里紹
- 中部區（英语：Mittelland, Switzerland），首府特羅根
- 邊境區（英语：Vorderland），首府黑登（英语：Heiden, Switzerland）

## 內阿彭策爾州

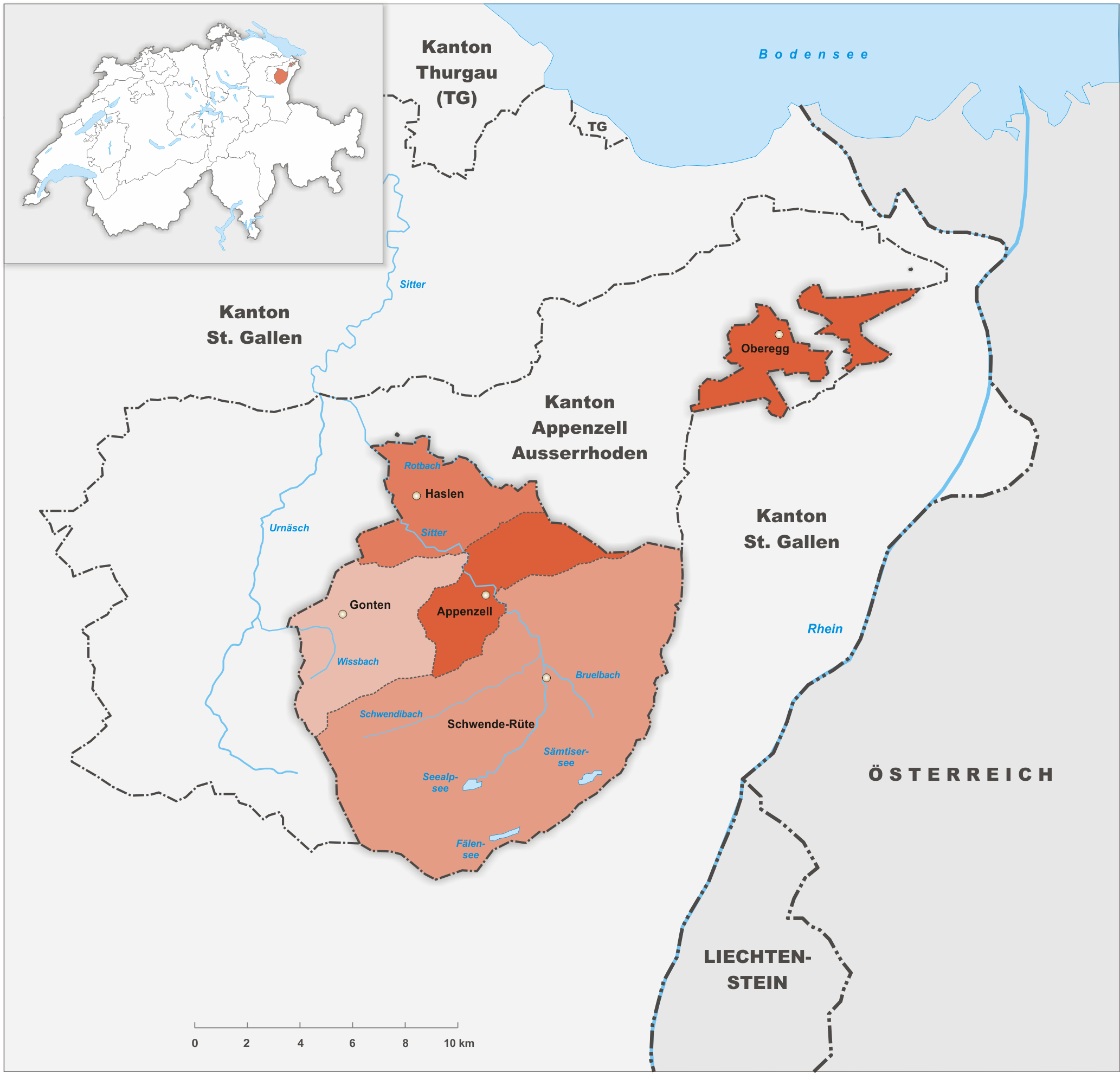
內阿彭策爾州的區

在內阿彭策爾州，由於該州不設自治市鎮（除了阿彭策爾鎮內的一個特殊用途市鎮消防巡檢社區以外），因此區是最低的行政區劃。這些區在功能上和瑞士其他州的市鎮相當，在地圖上一般也會被標記為市鎮。
內阿彭策爾州一共分成5個區：
- 阿彭策爾區（英语：Appenzell District），內轄州首府阿彭策爾的一部分
- 根滕區（英语：Gonten）
- 奧貝雷格區（英语：Oberegg District）
- 施拉特-哈斯倫區（英语：Schlatt-Haslen）
- 施溫德-呂特區（英语：Schwende-Rüte），內轄州首府阿彭策爾的一部分（於2022年由施溫德區（英语：Schwende District）和呂特區（英语：Rüte）合併而成）

## 阿爾高州

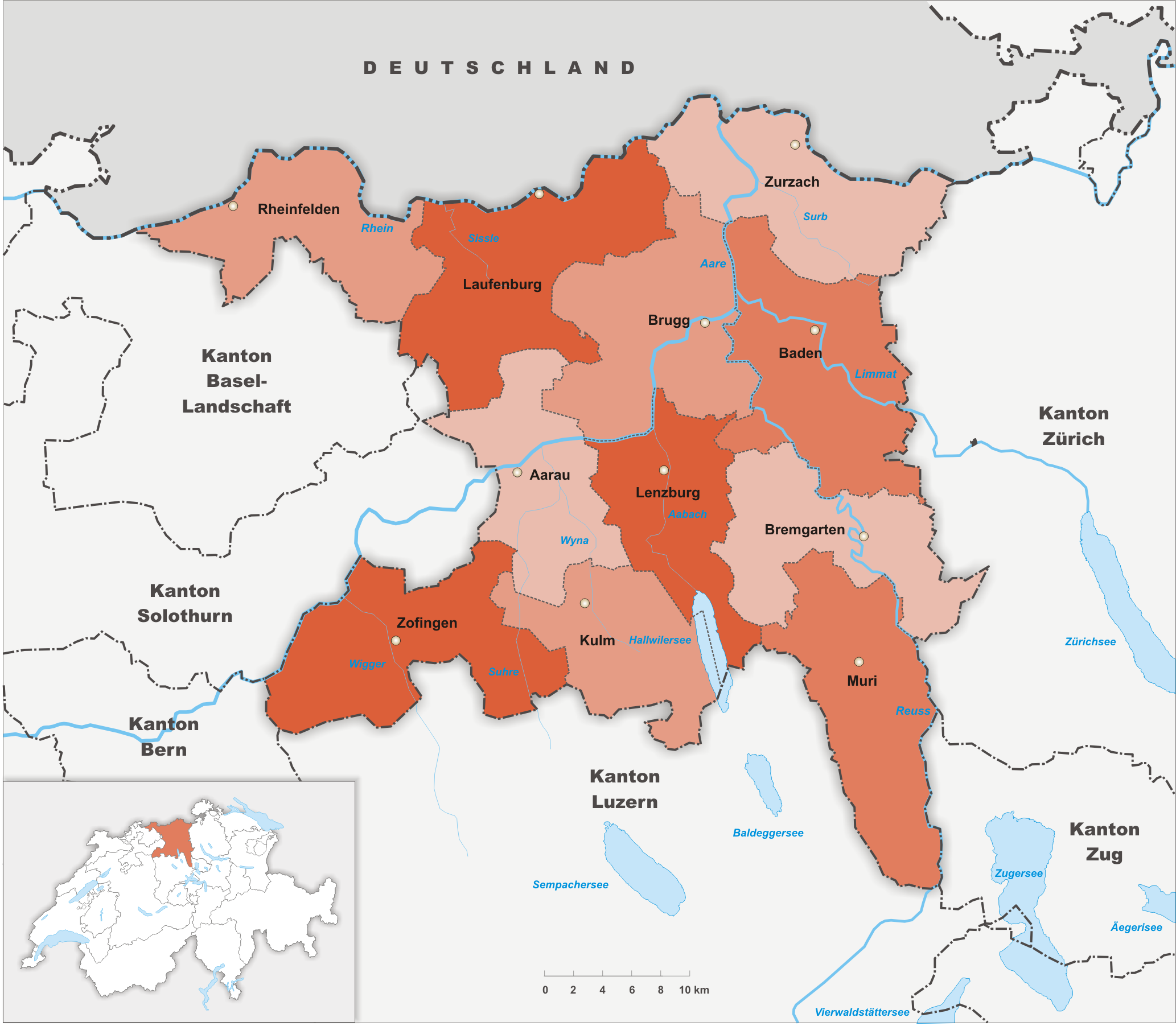
阿爾高州的區

阿爾高州一共分成11個區：
- 亞牢區（英语：Aarau District），首府同為州首府亞牢
- 巴登區（英语：Baden District, Aargau），首府巴登
- 伯倫加登區（英语：Bremgarten District），首府伯倫加登
- 布魯格區（英语：Brugg District），首府布魯格
- 庫爾姆區（英语：Kulm District），首府下庫爾姆
- 勞芬堡區（英语：Laufenburg District），首府勞芬堡
- 倫茨堡區（英语：Lenzburg District），首府倫茨堡
- 穆里區（英语：Muri District），首府穆里
- 萊茵費爾登區（英语：Rheinfelden District），首府莱茵费尔登
- 祖芬根區（英语：Zofingen District），首府祖芬根
- 楚爾察赫區（英语：Zurzach District），首府楚爾察赫

## 伯恩州

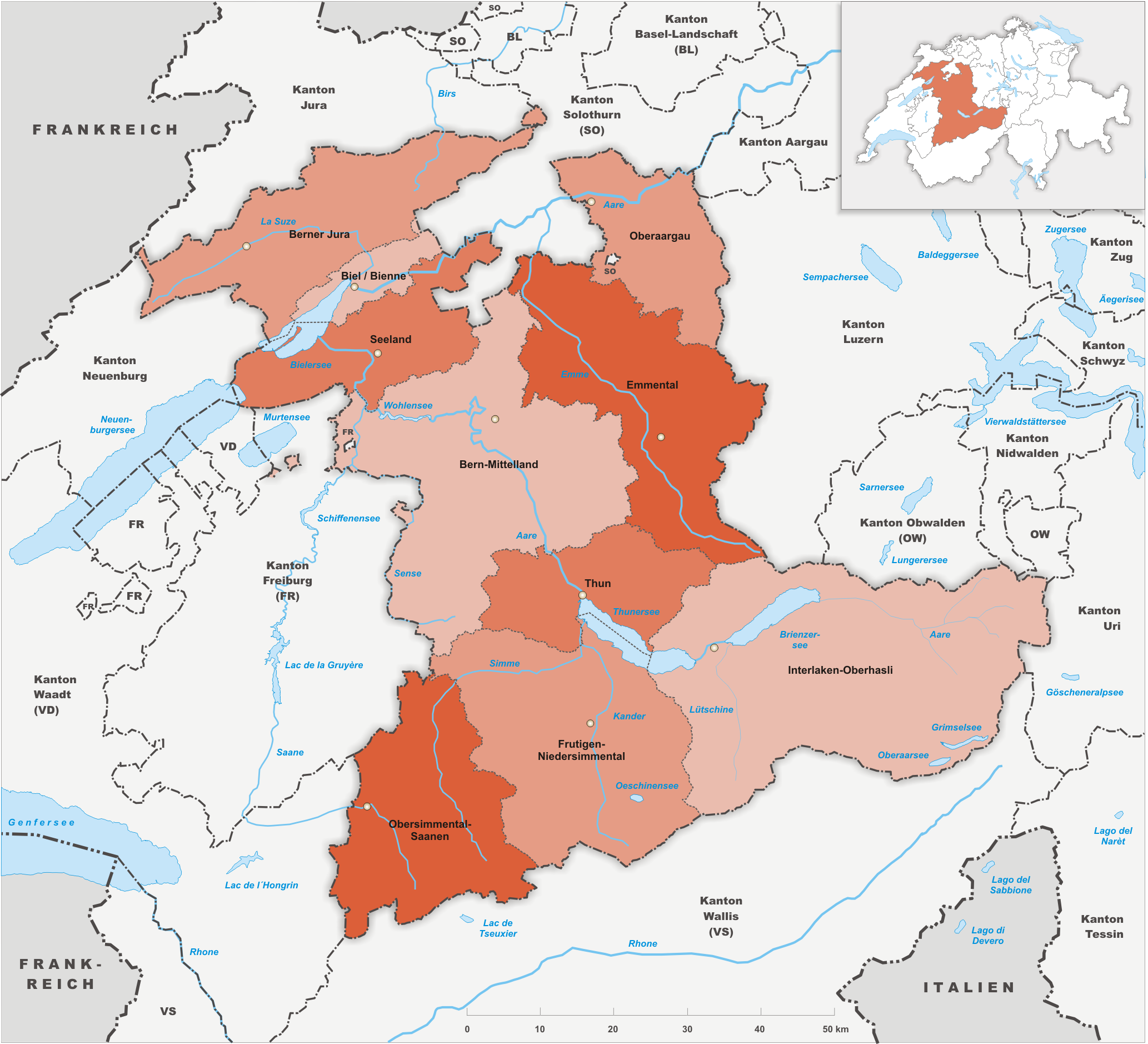
伯恩州的行政區

伯恩州本身可分成五大地區，分別是伯尔尼汝拉、湖泊地區（可細分成比爾和湖泊兩地區）、伯恩中部、伯尔尼台地（可細分成图恩、上錫默河谷-薩嫩、弗魯蒂根-下錫默河谷、因特拉肯-上哈斯利四地區）和埃默河谷-上阿爾高（可細分成埃默河谷和上阿爾高兩地區）。
2006年，伯恩州政府決定將原來26個區（Amtsbezirke）的行政權移交給重新劃分成的10個行政區（Verwaltungskreise），並於2010年1月1日起實行。雖原26區事實上已不具行政權，但由於《行政委員會和行政管理組織法》（LOCA/OrG）第38條和伯恩州憲法第3條第2款的規定而法理上存在。以下是伯恩州現行的10個行政區以及組成其的原26區：
- 伯恩中部區（英语：Bern-Mittelland (administrative district)），首府奧斯特蒙迪根，由前伯恩區、弗勞布倫嫩區（英语：Fraubrunnen District）、科諾爾芬根區、勞彭區（英语：Laupen District）、施瓦岑堡區（英语：Schwarzenburg District）、塞夫蒂根區（英语：Seftigen District）的全部或部分組成。
- 比爾區（英语：Biel/Bienne (administrative district)），首府比爾，由前比爾區（英语：Biel District）和約半個尼道區（英语：Nidau District）組成。
- 埃默河谷區（英语：Emmental (administrative district)），首府埃默河谷朗瑙，由前布格多夫區（英语：Burgdorf District）、錫格瑙區（英语：Signau District）和特拉赫塞爾瓦爾德區（英语：Trachselwald District）的全部或部分組成。
- 弗魯蒂根-下錫默河谷區（英语：Frutigen-Niedersimmental (administrative district)），首府弗魯蒂根，由前弗魯蒂根區（英语：Frutigen District）和下錫默河谷區（英语：Niedersimmental District）的全部或部分組成。
- 因特拉肯-上哈斯利区，首府因特拉肯，由前因特拉肯區（英语：Interlaken District）和上哈斯利區（英语：Oberhasli）的全部或部分組成。
- 伯恩侏羅區，首府庫特拉里，由前庫特拉里區（英语：Courtelary District）、穆捷區（英语：Moutier District）和拉訥沃維爾區（英语：La Neuveville District）的全部或部分組成。
- 上阿爾高區（英语：Oberaargau），首府阿勒河畔旺根，由前阿旺根區和旺根區（英语：Wangen District）的全部或部分組成。
- 上錫默河谷-薩嫩區（英语：Obersimmental-Saanen (administrative district)），首府薩嫩，由前上錫默河谷區（英语：Obersimmental District）和薩嫩區（英语：Saanen District）組成。
- 湖泊區（英语：Seeland (administrative district)），首府阿爾柏，由前阿爾柏區、比倫區（英语：Büren District）、埃拉赫區（英语：Erlach District）和尼道區（英语：Nidau District）的全部或部分組成。
- 圖恩區（英语：Thun (administrative district)），首府图恩，由前圖恩區（英语：Thun (administrative district)）組成。

## 巴塞爾鄉村州

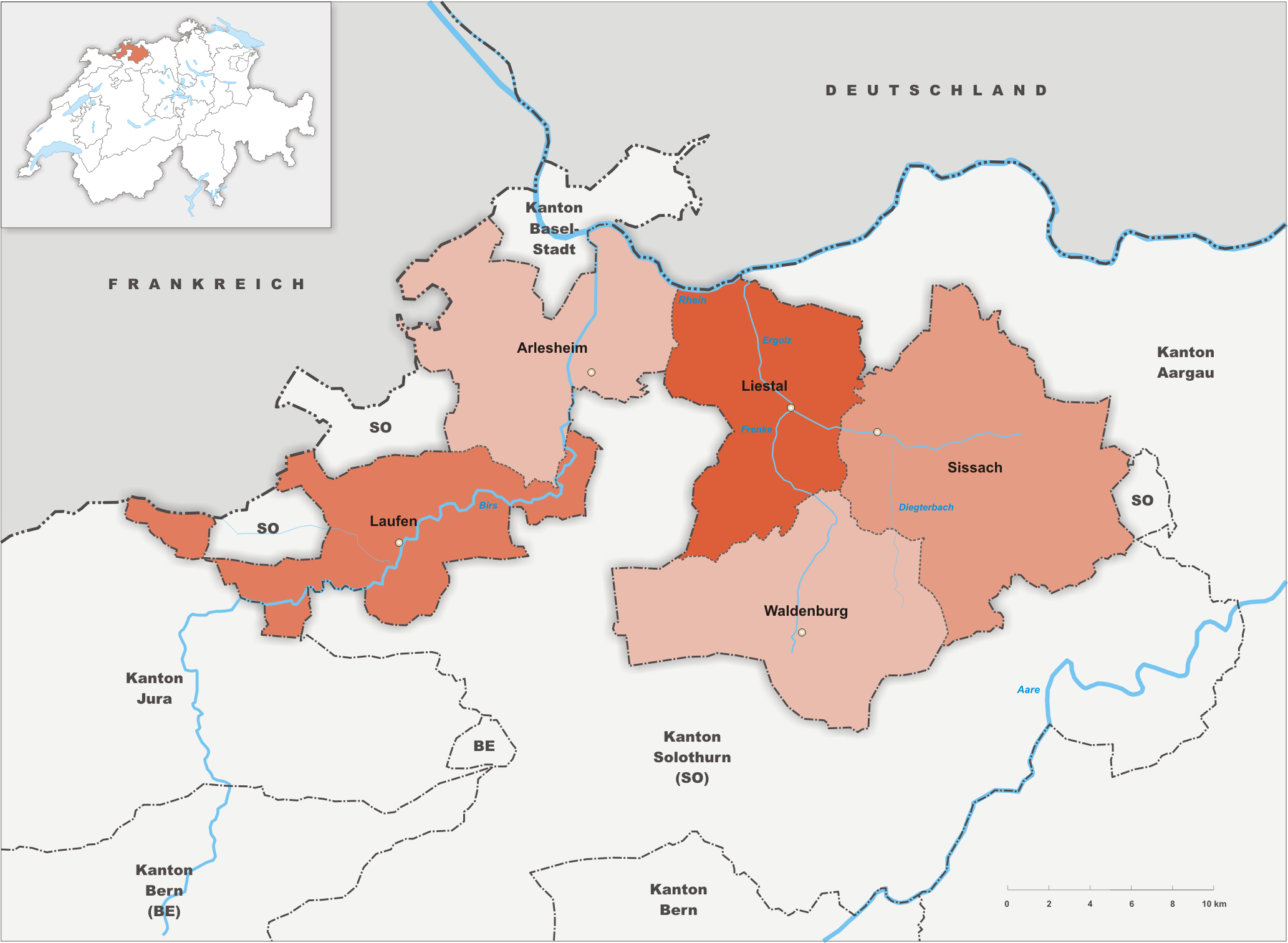
巴塞爾鄉村州的區

巴塞爾鄉村州一共分成5個區：
- 阿勒斯海姆區（英语：Arlesheim District），首府阿勒斯海姆
- 勞芬區（英语：Laufen District），首府勞芬
- 利斯塔爾區（英语：Liestal District），首府同州首府利斯塔爾
- 錫薩赫區（英语：Sissach District），首府錫薩赫
- 瓦爾登堡區（英语：Waldenburg District），首府瓦爾登堡

## 弗里堡州

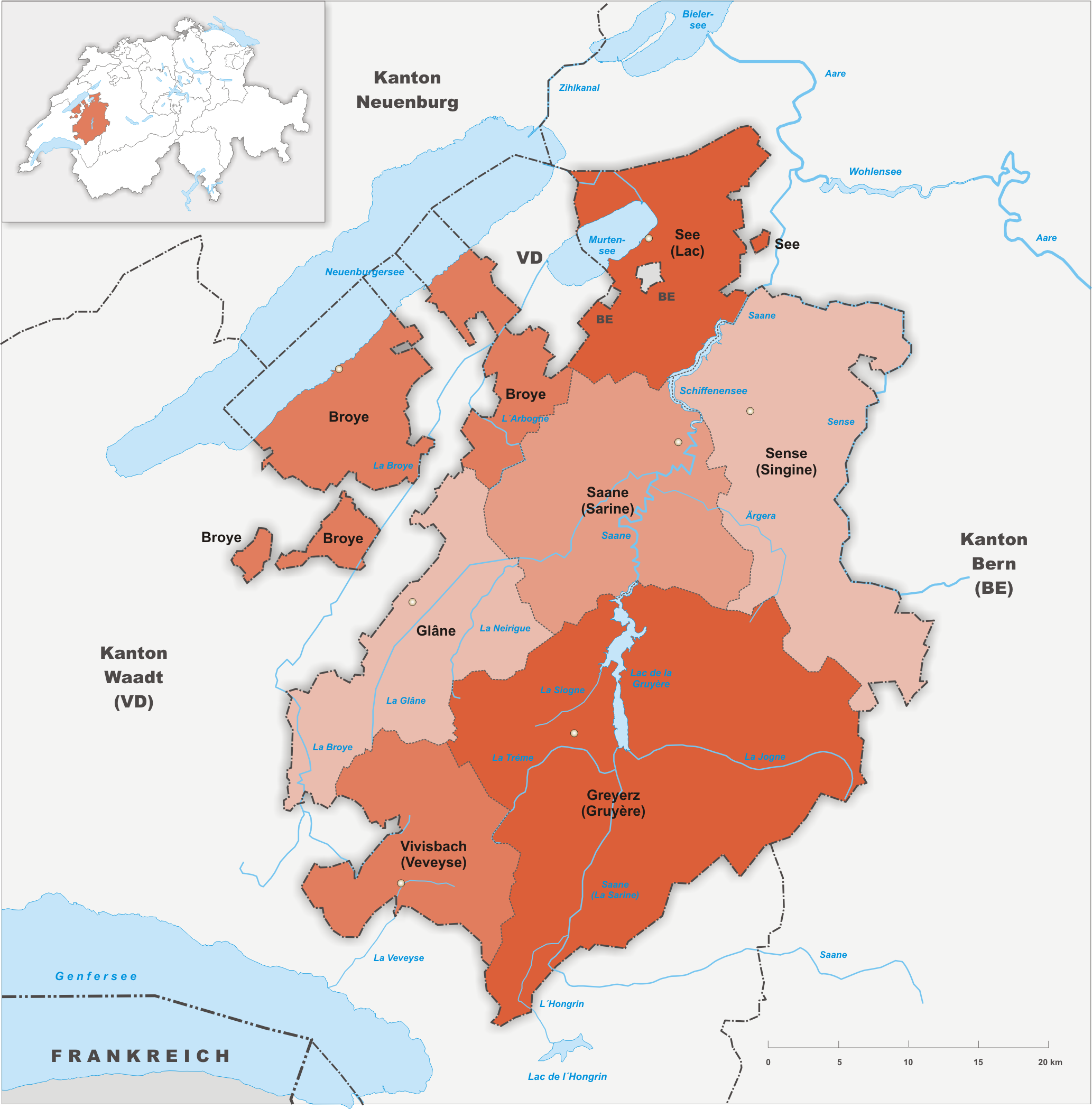
弗里堡州的區

弗里堡州一共分成7個區：
- 布鲁瓦区，首府埃斯塔瓦耶（英语：Estavayer）（原湖畔埃斯塔瓦耶）
- 格拉訥區（英语：Glâne District），首府羅蒙
- 格呂耶爾區（英语：Gruyère District），首府比勒
- 薩林區（英语：Sarine District），首府同州首府弗里堡
- 湖泊區（英语：See District, Fribourg），首府穆爾滕/莫拉特
- 森瑟區，首府塔弗斯
- 沃韋斯區（英语：Veveyse District），首府沙泰勒聖但尼

## 格勞賓登州

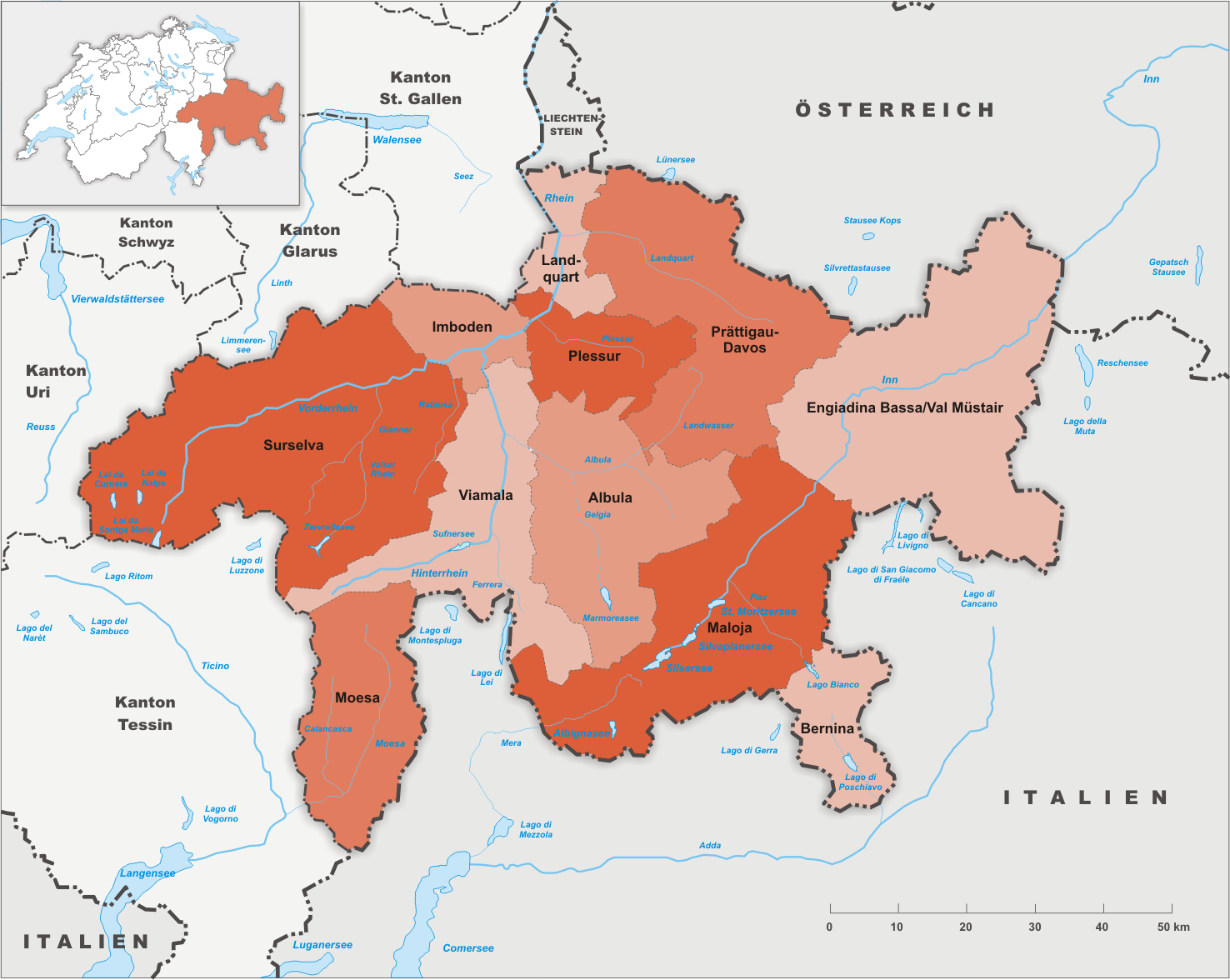
格勞賓登州的地區

自2017年起，格勞賓登州一共分成11個地區：
- 阿爾布拉地區（英语：Albula Region）
- 貝爾尼納地區（英语：Bernina Region）
- 下恩加丁/米施泰爾谷地區（英语：Engiadina Bassa/Val Müstair Region）
- 因博登地區（英语：Imboden Region）
- 蘭德夸特地區（英语：Landquart Region）
- 馬洛亞地區（英语：Maloja Region）
- 莫艾薩地區（英语：Moesa Region）
- 普雷蘇爾地區（英语：Plessur Region）
- 普雷蒂高/達沃斯地區（英语：Prättigau/Davos Region）
- 上塞爾瓦地區（英语：Surselva Region）
- 維亞馬拉地區（英语：Viamala Region）

## 汝拉州

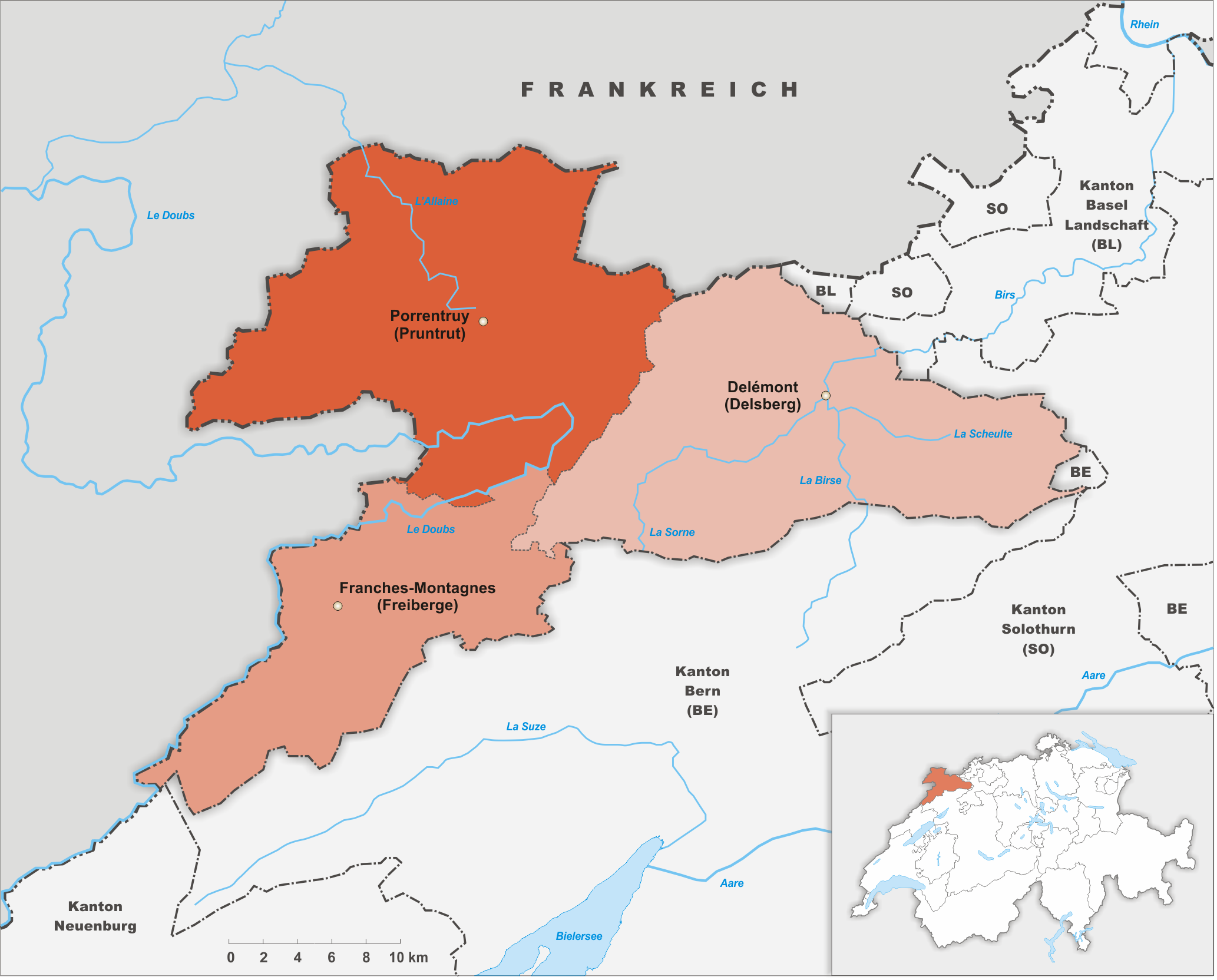
汝拉州的區

汝拉州一共分成3個區：
- 德萊蒙區（英语：Delémont District），首府同州首府德莱蒙
- 波朗特呂區（英语：Porrentruy District），首府波朗特呂
- 法蘭西-蒙塔涅區（英语：Franches-Montagnes District），首府赛涅莱日耶

## 琉森州

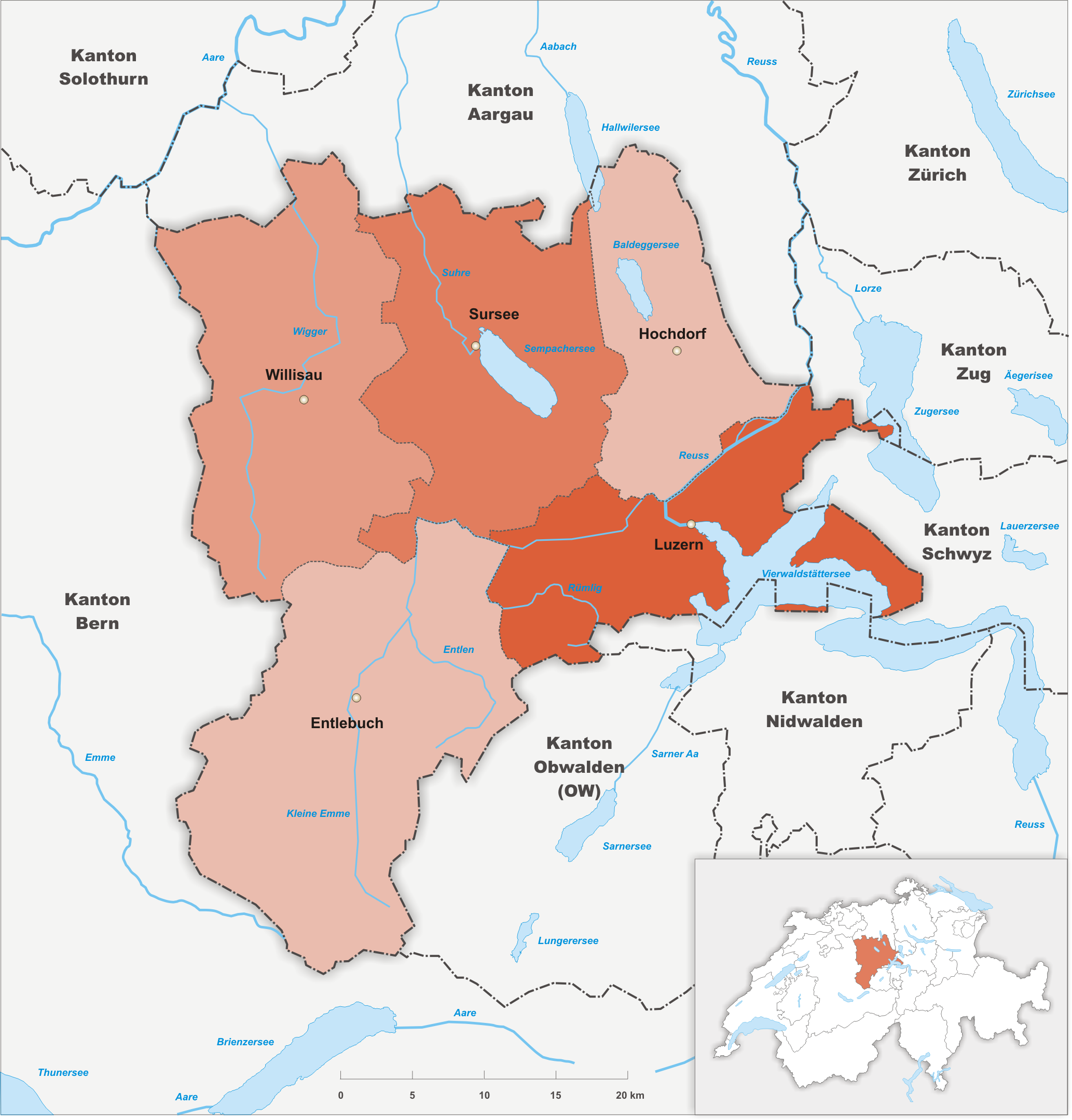
琉森州的區

琉森州在2007年頒布新憲法廢除區級政府之前一共分成5個區（單數Amt，複數Ämter）：
- 恩特勒布赫區（英语：Entlebuch District），首府許普弗海姆
- 霍赫多夫區，首府霍赫多夫
- 琉森區，首府同州首府琉森市
- 蘇爾塞區（英语：Sursee District），首府蘇爾塞
- 維利紹區（英语：Willisau District），首府維利紹

區級政府廢除後被沒有行政權力的選區（Wahlkreis）所取代，除了原琉森區於2013年被拆成琉森城市區和琉森鄉村區外，其餘選區的名字和區域範圍皆繼承自原來的區。

## 納沙泰爾州

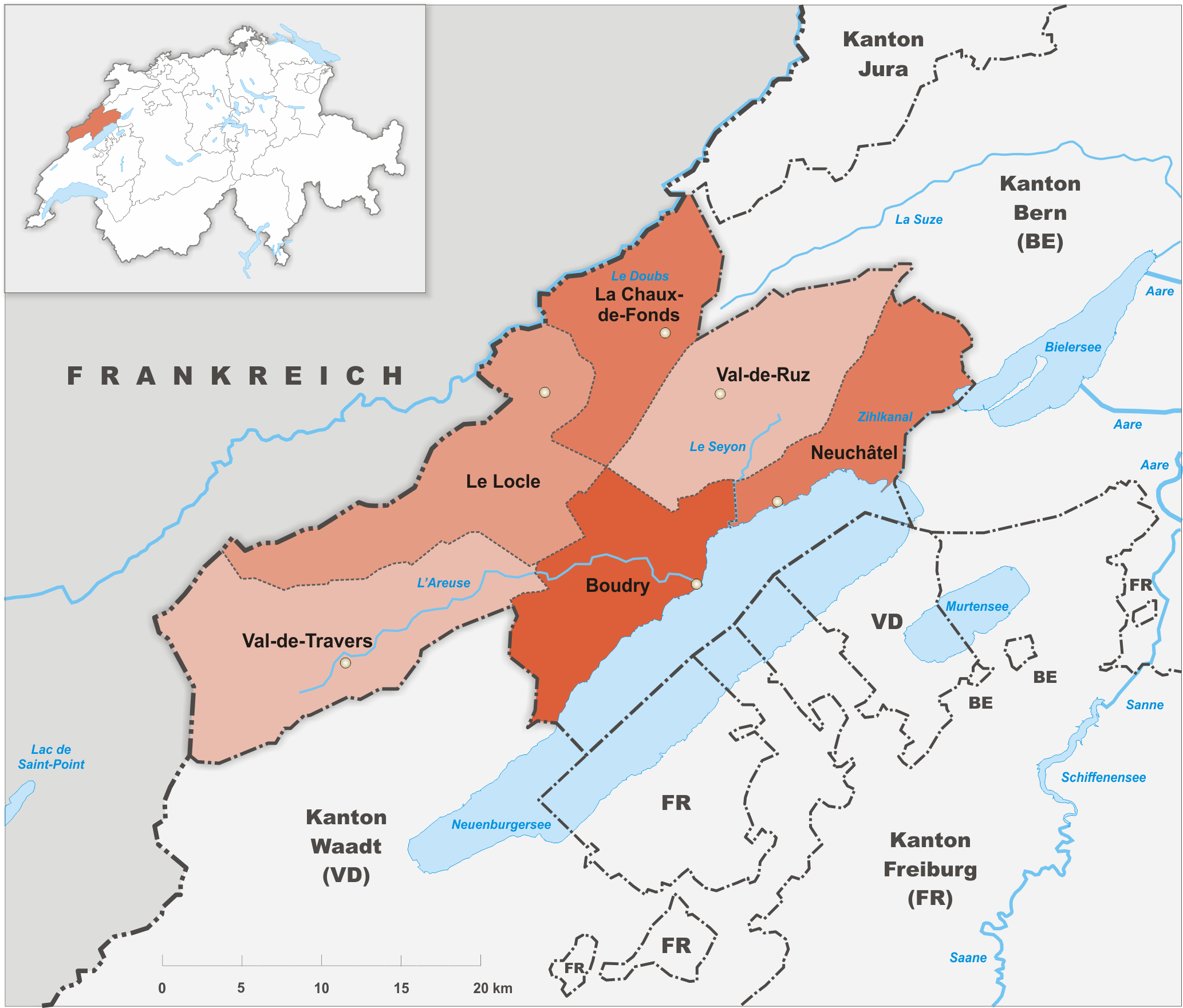
納沙泰爾州的區

納沙泰爾州在2018年廢除區級行政區前一共分成6個區：
- 布德里區（英语：Boudry District），首府布德里
- 拉紹德封區（英语：La Chaux-de-Fonds District），首府拉紹德封
- 勒洛克勒區（英语：Le Locle District），首府勒洛克勒
- 納沙泰爾區（英语：Neuchâtel District），首府同州首府納沙泰爾市
- 魯茲谷區（英语：Val-de-Ruz District），首府塞爾尼耶
- 特拉瓦谷區（英语：Val-de-Travers District），首府特拉瓦谷鎮

## 聖加侖州

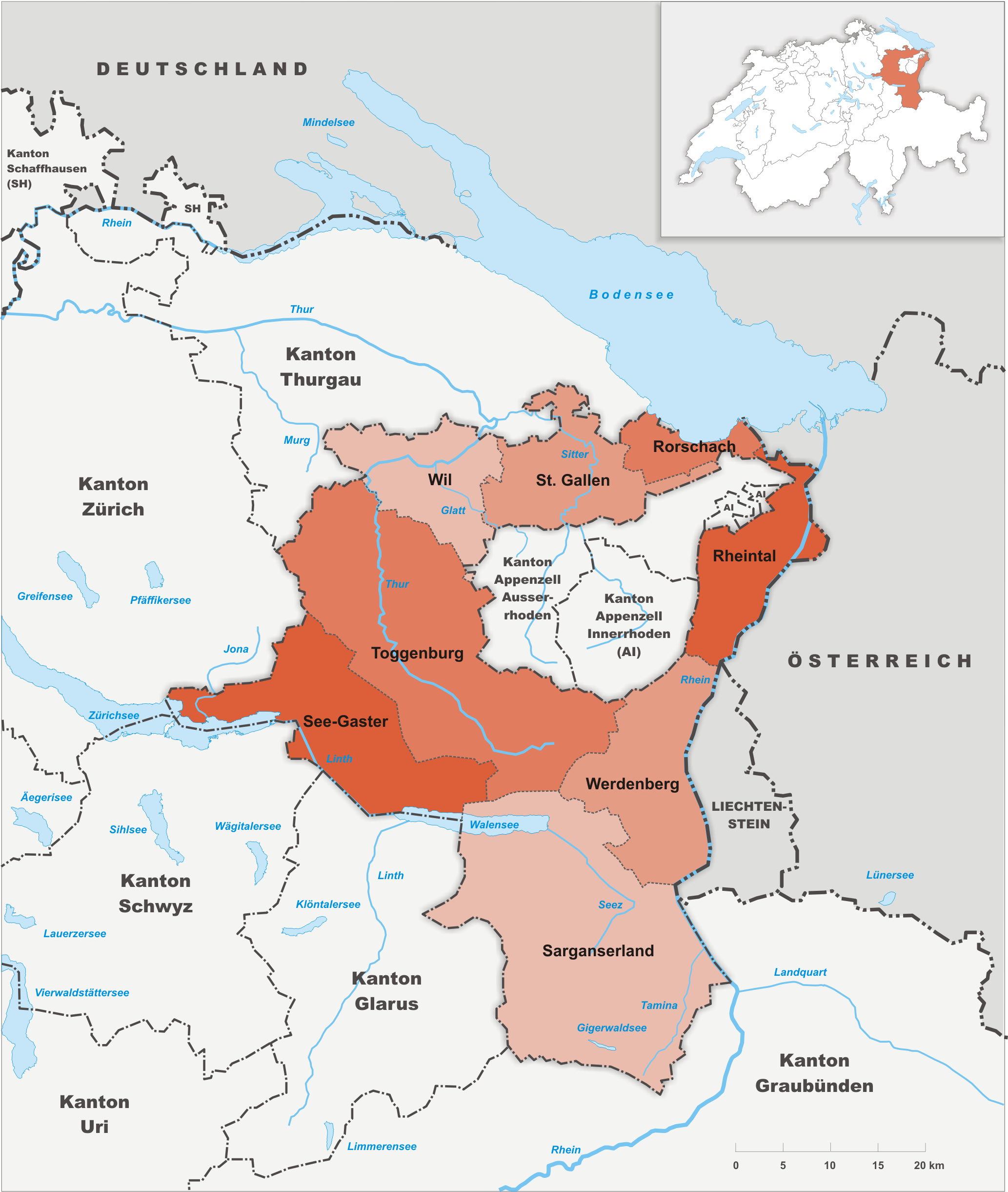
聖加侖州的選區

聖加侖州於2003年廢除區級行政區後以無行政權的選區取代，並繼承原來區的名字和區域範圍。現在聖加侖州一共分成8個選區：
- 萊茵河谷選區（英语：Rheintal (Wahlkreis)），區時期首府阿爾特施泰滕
- 羅爾沙赫選區（英语：Rorschach (Wahlkreis)），區時期首府羅爾沙赫
- 薩爾甘斯鄉選區（英语：Sarganserland），區時期首府萨尔甘斯
- 蘇黎世湖-加斯特選區（英语：See-Gaster），區時期首府拉珀斯維爾-約納
- 聖加侖選區（英语：St. Gallen (Wahlkreis)），區時期首府同州首府聖加侖市
- 托根堡選區（英语：Toggenburg），區時期首府利希滕施泰格
- 威爾登堡選區（英语：Werdenberg (Wahlkreis)），區時期首府布克斯
- 維爾選區（英语：Wil (Wahlkreis)），區時期首府維爾

## 沙夫豪森州

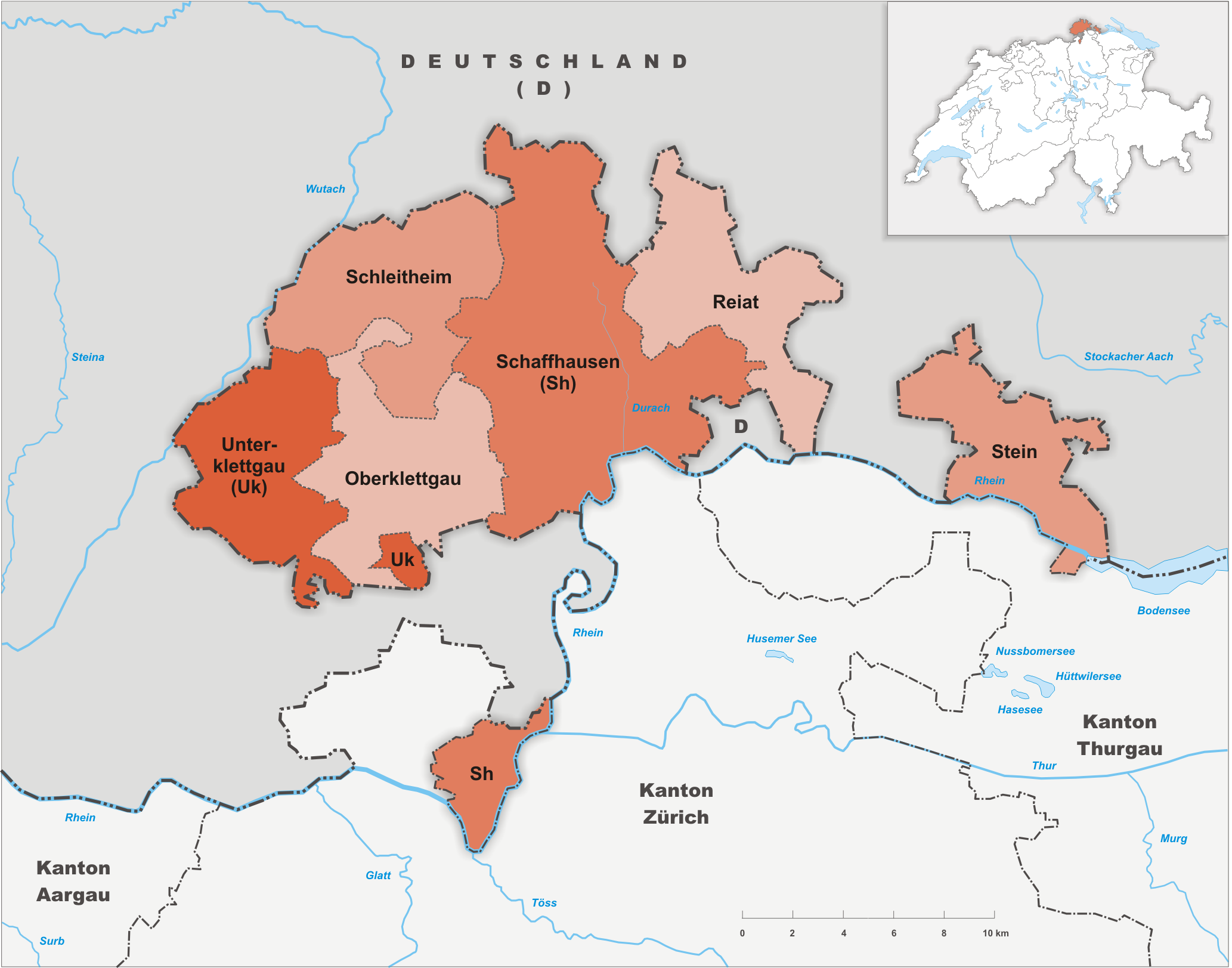
沙夫豪森州的區

沙夫豪森州在1999年廢除區級行政區前一共分成6個區：
- 施泰因區（英语：Stein District），首府莱茵河畔施泰因
- 沙夫豪森區（英语：Schaffhausen District），首府同州首府沙夫豪森市
- 施萊特海姆區（英语：Schleitheim District），首府施萊特海姆（英语：Schleitheim）
- 上克萊特高區（英语：Oberklettgau District），首府諾因基希
- 下克萊特高區（英语：Unterklettgau District），首府哈勞（英语：Hallau）
- 雷阿特區（英语：Reiat District），首府塔英根

## 施維茨州
施維茨州一共分成6個區：
- 艾恩西德尔恩区，轄下僅一個同名市鎮
- 盖尔绍区，轄下僅一個同名市鎮

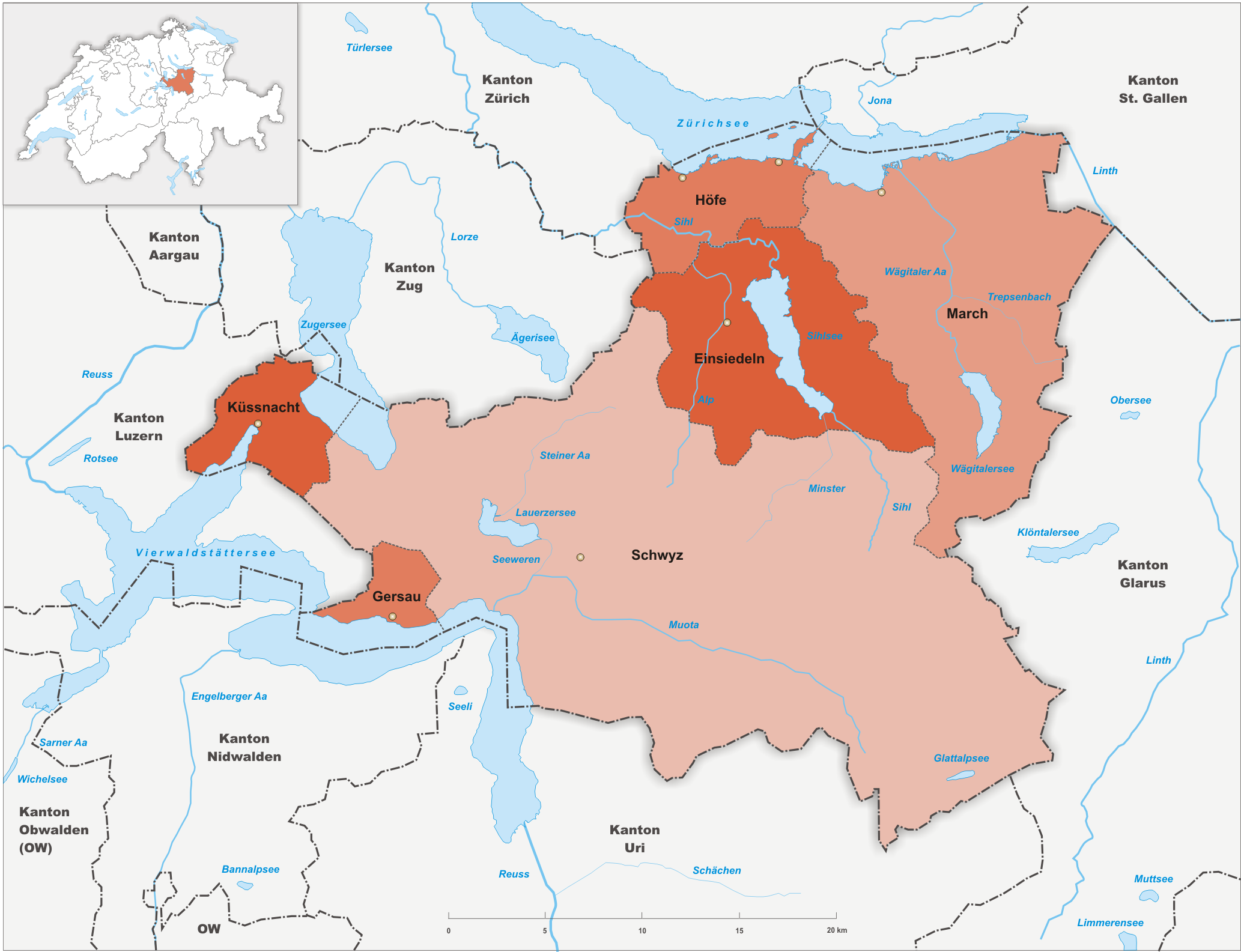
施維茨州的區

- 赫弗区，首府在沃勒劳與普費菲孔（英语：Pfäffikon, Schwyz）之間交替
- 屈斯纳赫特区，轄下僅一個同名市鎮
- 马尔希区，首府拉亨
- 施维茨区，首府同州首府施維茨市

## 索洛圖恩州
索洛圖恩州於2005年將原來的10個區整併成5個沒有行政權力的選區（Amtei），如今區僅具統計用途：
- 多爾納赫-提爾施坦選區（Amtei Dorneck-Thierstein），非正式別名黑布本蘭（Schwarzbubenland）
  - 多爾納赫區（英语：Dorneck District），區時期首府多爾納赫
  - 提爾施坦區（英语：Thierstein District），區時期首府布賴滕巴赫
- 奧爾滕-格斯根選區（Amtei Olten-Gösgen），非正式別名下選區（Niederamt）
  - 奧爾滕區（英语：Olten District），區時期首府奧爾滕
  - 格斯根區（英语：Gösgen District），區時期首府下格斯根
- 索洛圖恩-雷本選區（Amtei Solothurn-Lebern）
  - 索洛圖恩區，即州首府索洛图恩
  - 雷本區（英语：Lebern District），區時期首府格倫興
- 塔爾-格伊選區（Amtei Thal-Gäu）
  - 塔爾區（英语：Thal District），區時期首府巴爾斯塔爾
  - 格伊區（英语：Gäu District），區時期首府恩辛根
- 瓦瑟阿姆特-布赫格貝格選區（Amtei Wasseramt-Bucheggberg）
  - 瓦瑟阿姆特區（英语：Wasseramt District），區時期首府克里格施泰滕
  - 布赫格貝格區（英语：Wasseramt District），區時期首府布赫格（英语：Buchegg）

## 提契諾州

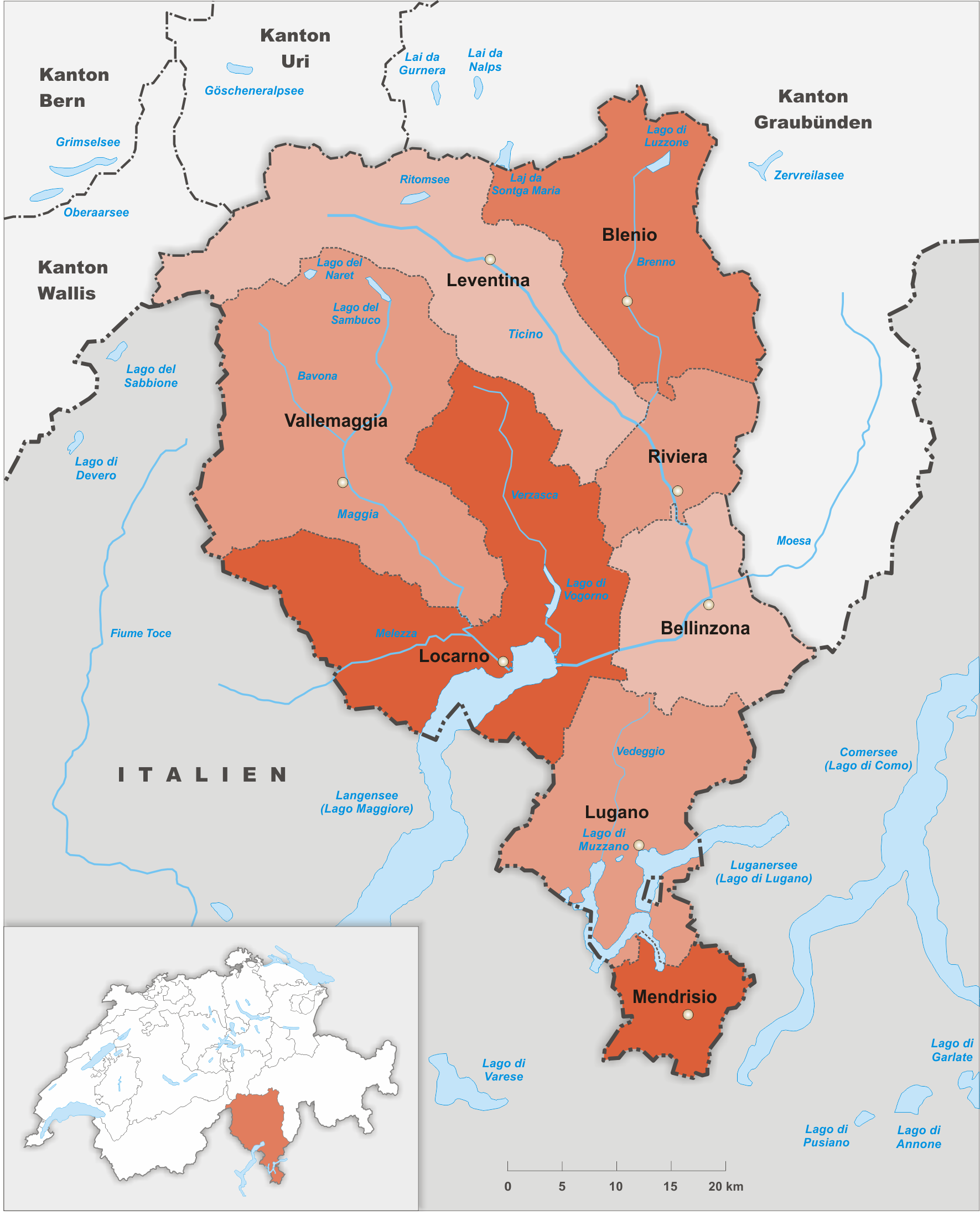
提契諾州的區

提契諾州一共分成8個區：
- 貝林佐納區（英语：Bellinzona District），首府同州首府貝林佐納
- 布萊尼奧區（英语：Blenio District），首府阿夸羅薩
- 萊文蒂納區（英语：Leventina District），首府法伊多
- 洛迦諾區（英语：Locarno District），首府洛迦诺
- 盧加諾區（英语：Lugano District），首府盧加諾
- 门德里西奥区，首府門德里西奧
- 里維埃拉區（英语：Riviera District），首府里維埃拉
- 馬賈山谷區（英语：Vallemaggia District），首府切維奧

## 圖爾高州

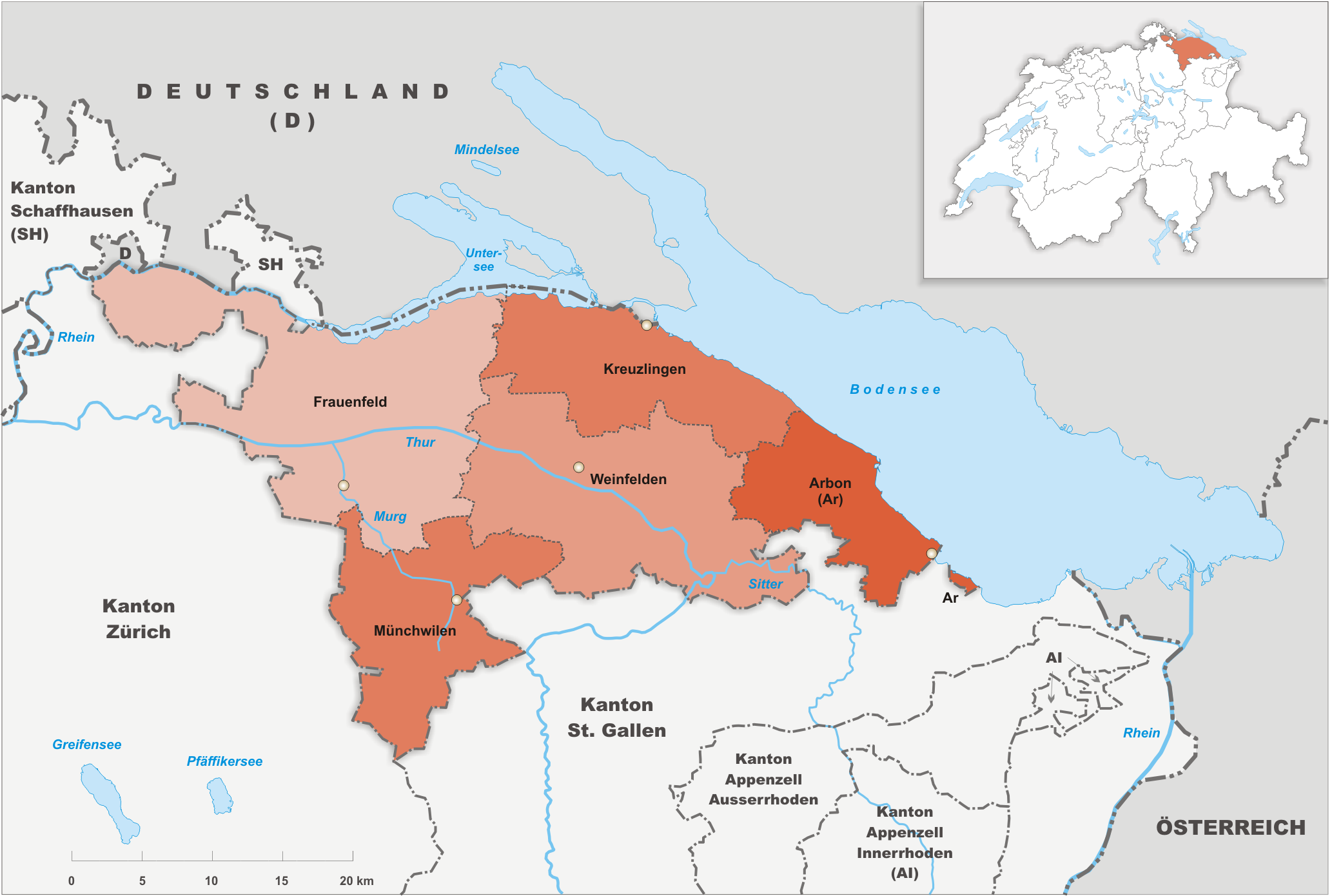
圖爾高州的區

圖爾高州在2012年重新劃分前一共有8個區，如今則分成5個區：
- 阿尔邦区，首府阿爾邦
- 弗劳恩费尔德区，首府同州首府弗勞恩費爾德
- 克羅伊茨林根區，首府克羅伊茨林根
- 明希維倫區（英语：Münchwilen District），首府明希维伦
- 魏恩費爾登區（英语：Weinfelden District），首府魏恩费尔登

## 瓦萊州

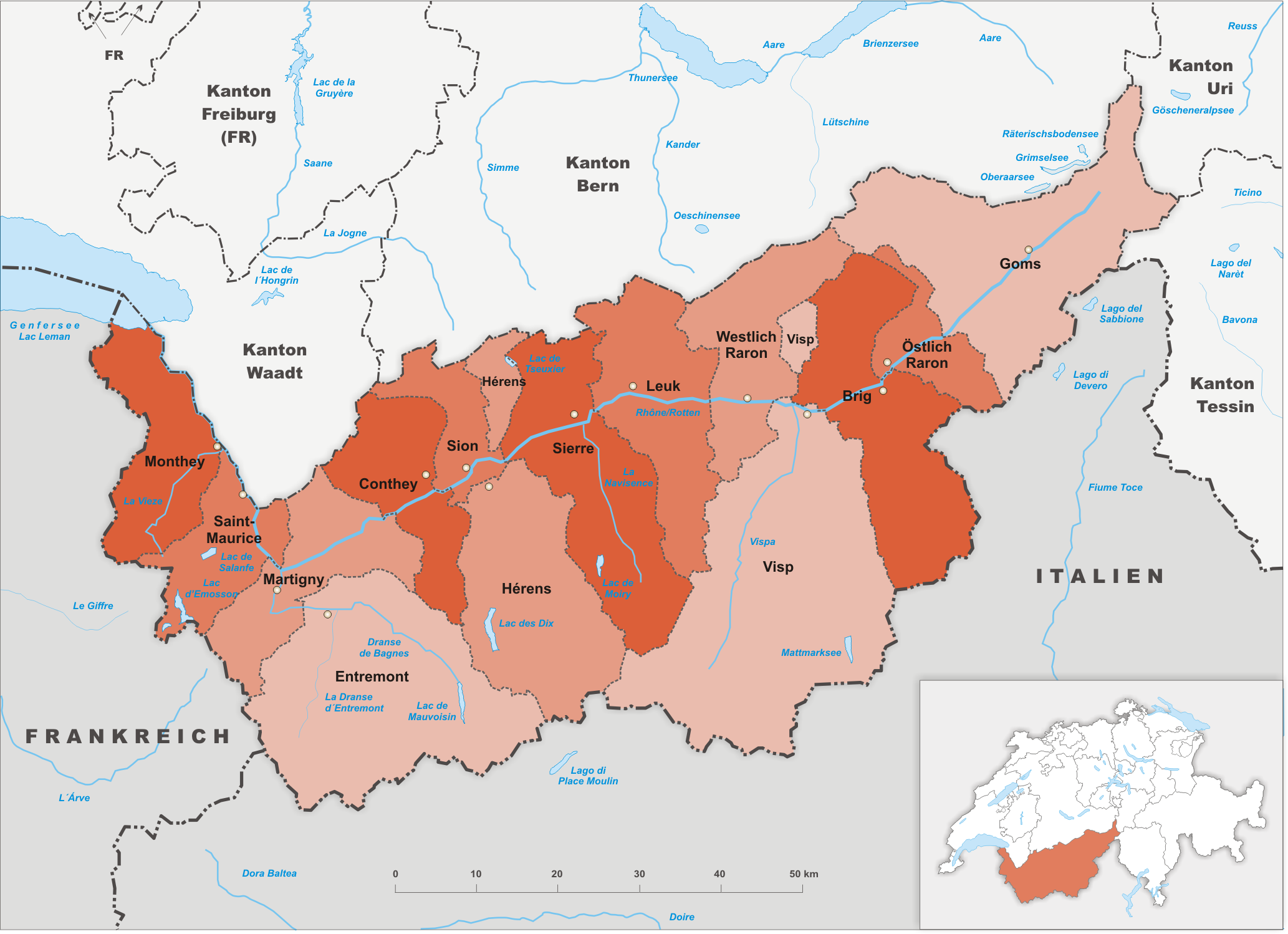
瓦萊州的區

瓦莱州一共分成14個區：
- 布里格區（英语：Brig District），首府布里格-格利斯
- 孔泰區（英语：Conthey District），首府孔泰
- 昂特雷蒙區（英语：Entremont District），首府桑布朗謝
- 康施區（英语：Goms District），首府明斯特-格申恩
- 艾朗斯區（英语：Hérens District），首府埃沃萊訥
- 洛伊克區（英语：Leuk District），首府洛伊克
- 馬蒂尼區（英语：Martigny District），首府馬蒂尼
- 蒙泰區（英语：Monthey District），首府蒙泰
- 圣莫里斯区，首府聖莫里斯
- 謝爾區（英语：Sierre District），首府谢尔
- 錫永區（英语：Sion District），首府同州首府锡永
- 菲斯普區（英语：Visp District），首府菲斯普
- 東拉龍區（英语：Östlich Raron），首府默雷爾-菲勒（由原拉龍區拆分）
- 西拉龍區（英语：Westlich Raron），首府拉龙（由原拉龍區拆分）

## 沃州

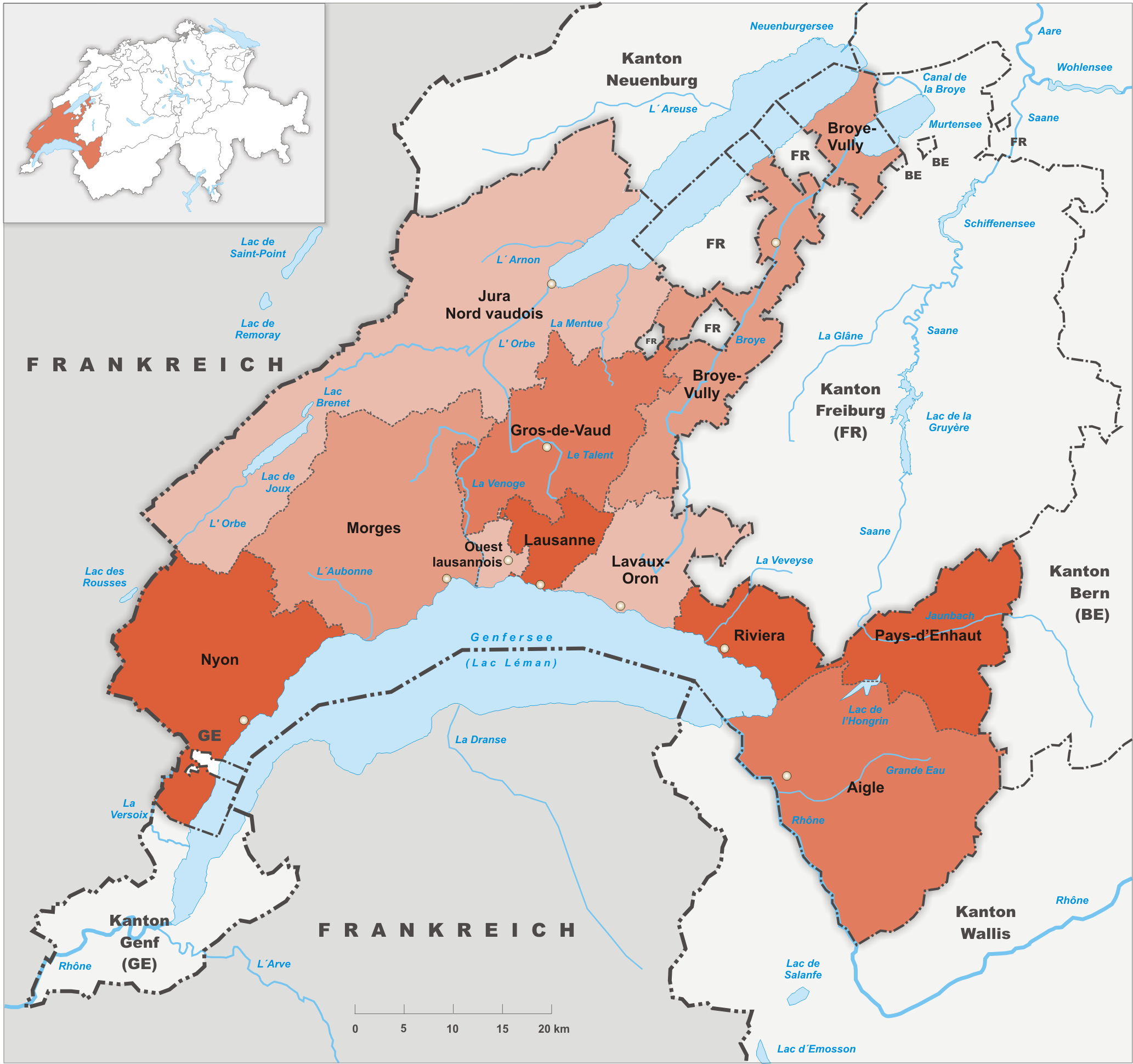
沃州的區

沃州在2008年重新劃分後分成10個區：
- 艾格勒區（英语：Aigle District），首府艾格勒
- 布羅瓦-維利區（英语：Broye-Vully District），首府帕耶讷
- 沃州格羅區（英语：Gros-de-Vaud District），首府埃沙朗
- 沃州北侏羅區（英语：Jura-Nord vaudois District），首府伊韦尔东莱班
- 洛桑區（英语：Lausanne District），首府洛桑
- 拉沃-奧龍區（英语：Lavaux-Oron District），首府拉沃地区布尔格
- 莫爾日區（英语：Morges District），首府莫尔日
- 尼永區（英语：Nyon District），首府尼永
- 湖濱高地區（英语：Riviera-Pays-d'Enhaut District），首府沃韦
- 西洛桑區（英语：Ouest Lausannois District），首府勒南

## 蘇黎世州

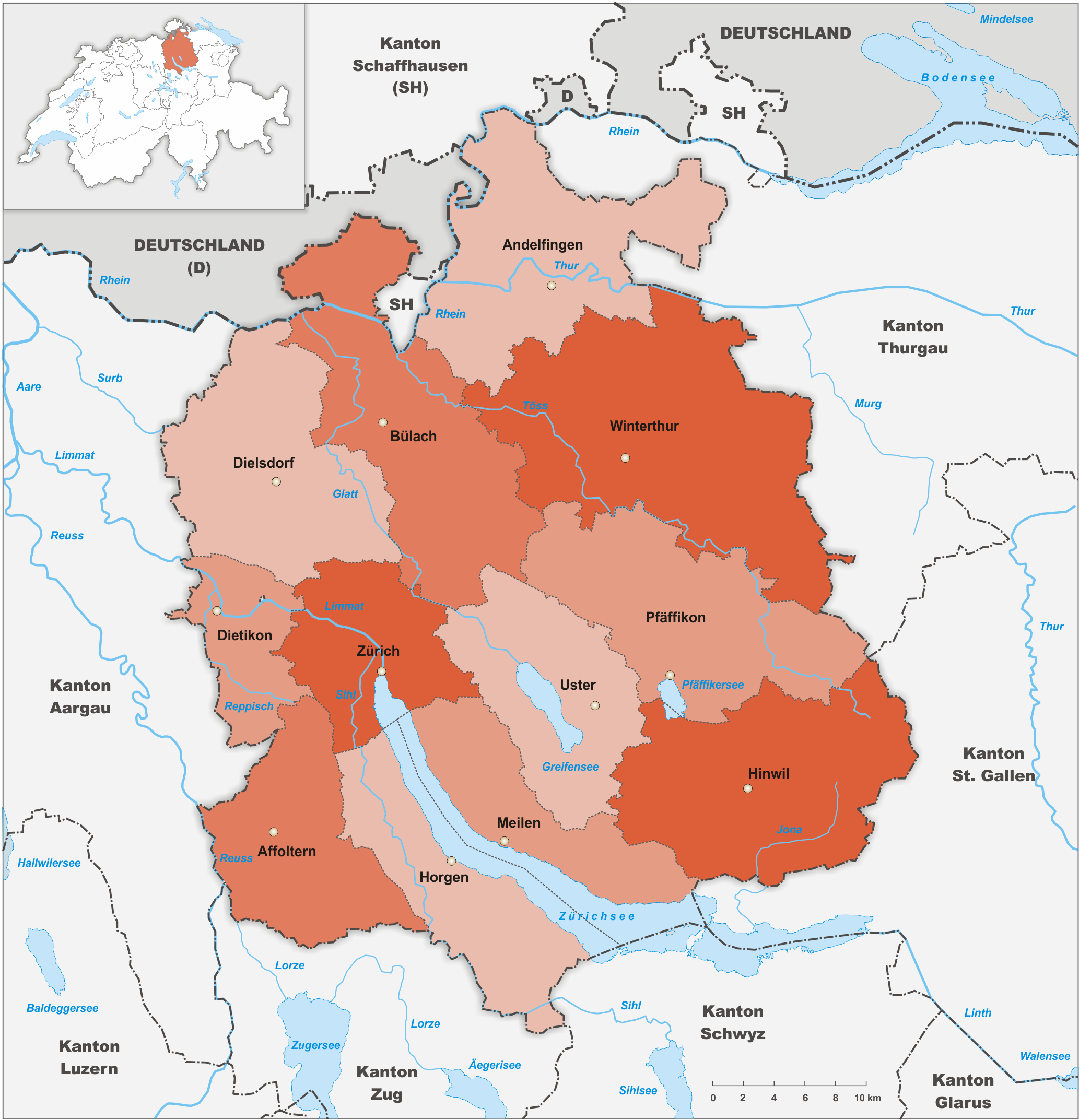
蘇黎世州的區

苏黎世州一共分成12個區：
- 阿福爾特恩區，首府阿尔比斯山麓阿福尔特恩
- 安德爾芬根區，首府安德爾芬根
- 比拉赫區，首府比拉赫
- 迪爾斯多夫區，首府迪爾斯多夫
- 迪蒂孔區，首府迪蒂孔
- 欣維爾區，首府欣維爾
- 霍爾根區，首府霍尔根
- 邁倫區，首府邁倫
- 普費菲孔區，首府普費菲孔
- 乌斯特区，首府乌斯特
- 溫特圖爾區，首府温特图尔
- 苏黎世区，即州首府苏黎世